# Unna Vistasajaure
Unna Vistasajaure är en sjö i Kiruna kommun i Lappland och ingår i Kalixälvens huvudavrinningsområde. Sjön har en area på 0,7 kvadratkilometer och ligger 1 014,1 meter över havet. Sjön avvattnas av vattendraget Unna Vistasas.

## Delavrinningsområde
Unna Vistasajaure ingår i det delavrinningsområde (755725-160960) som SMHI kallar för Utloppet av Unna Vistasajaure. Medelhöjden är 1 332 meter över havet och ytan är 14,47 kvadratkilometer. Det finns inga avrinningsområden uppströms utan avrinningsområdet är högsta punkten. Unna Vistasas som avvattnar avrinningsområdet har biflödesordning 3, vilket innebär att vattnet flödar genom totalt 3 vattendrag innan det når havet efter 424 kilometer. Avrinningsområdet består mestadels av kalfjäll (91 procent). Avrinningsområdet har 1,03 kvadratkilometer vattenytor vilket ger det en sjöprocent på 7,1 procent. Delavrinningsområdet täcks till 1,79 procent av glaciärer, med en yta av 0,2594 kvadratkilometer.